# Famegana alsulus
Famegana alsulus är en fjärilsart som beskrevs av Herrich-Schäffer 1869. Famegana alsulus ingår i släktet Famegana och familjen juvelvingar. Inga underarter finns listade i Catalogue of Life.

## Bildgalleri

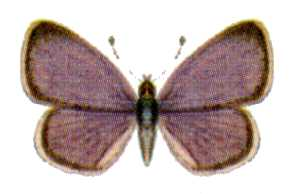